# Оцетова, Светла
Светла Оцетова (болг. Светла Христова Оцетова, 23 ноября, 1950, София) — болгарская гребчиха, архитектор, чемпионка летних Олимпийских игр 1976 года и чемпионка мира по академической гребле.

## Карьера
Родилась 23 ноября 1950 года в Софии. Выступала в парных двойках вместе с Здравкой Йордановой. Свою первую медаль завоевала на чемпионате мира 1975 года в Ноттингеме, заняв третье место. В 1976 году стала чемпионкой летних Олимпийских игр 1976 года в Монреале. На чемпионатах мира по академической гребле 1977 и 1979 годов занимала вторые места, а в 1978 году становилась чемпионкой.
Имеет степень магистра архитектуры по специализации «строительство общественных зданий и спортивных сооружений». Спроектировала гребной канал в Пекине, где прошли летние Олимпийские игры 2008 года. Помимо этого, разработала гребные каналы для Олимпиад в Барселоне (1992), Атланте (1996), Сиднее (2000) и Афинах (2004).
Является членом Болгарского олимпийского комитета (БОК) с 1980 года. Заместитель председателя БОК (2005—2009), член Исполнительного бюро (1995—1998; 2000—2009) и член правления (1998—2000). Была руководителем компании кандидатуры Софии на приведение зимних Олимпийских игр 2014 года.
С 1979 года является членом технической комиссии Международной федерации гребного спорта (ФИСА), а с 2003 года стала техническим директором. Организатор 13 чемпионатов мира и 15 кубков мира по гребле.
В 2011 году награждена орденом «Стара Планина» 1-й степени за исключительный вклад в развитие физической культуры и спорта в Республике Болгарии.